# Paški zaljev
Paški zaljev je zaljev na otoku Pagu. Dug je 22,5 km a širok 1 – 4 km, dubok 45 m. Sa svih strana okružen je otočnim kopnom, s Velebitskim kanalom je na istoku povezan tjesnacom Paška vrata.
U zaljevu se nalaze sljedeća naselja i zaseoci: Caska, Vidalići, Kustići, Zubovići, Dražica, Metajna (dijelovi grada Novalje), Bašaca, Pag, Vodice, Bošana, Dubrava, Sveta Marija, Sveti Marko (dijelovi grada Paga) i Kolan.
U zaljevu nema mnogo otočića, sve su samo malr hridi: Veli Školj, Karavanić i dvije bezimene hridi kod Zubovića.
Poznata mjesta u Paškom zaljevu su plaža Zrće, Solana Pag, ruševina crkve svetog Nikole i špilja.